# Porthmadog F.C.
Porthmadog Football Club (wal.: Clwb Pêl Droed Porthmadog) to drużyna piłkarska występująca w FAW League One.

## Największe zwycięstwo i porażka
- Największe zwycięstwo z lidze walijskiej: 9-0 z Abergavenny Thursdays w 1993 roku i z Haverfordwest County w 1994 roku.
- Największa porażka z lidze walijskiej: 0-7 z Total Network Solutions w 2006 roku.

## Obecny skład
| Nr | Poz. | Piłkarz            |
| -- | ---- | ------------------ |
|    | BR   | Richard Morgan     |
|    | BR   | Richard Harvey     |
|    | BR   | Meilyr Elis        |
|    | OB   | Mike Foster        |
|    | OB   | Ryan Davies        |
|    | OB   | Euron Roberts      |
|    | OB   | John Keegan        |
|    | OB   | Marc Gornall       |
|    | OB   | Jack Jones         |
|    | OB   | Stefano Antoniazzi |

| Nr | Poz. | Piłkarz        |
| -- | ---- | -------------- |
|    | PO   | Dan Pyrs       |
|    | PO   | Mike Thomspon  |
|    | PO   | Ceri James     |
|    | PO   | Gareth Parry   |
|    | PO   | Chris Jones    |
|    | PO   | Dylan Williams |
|    | NA   | Paul Roberts   |
|    | NA   | Marc Evans     |
|    | NA   | Aden Shannon   |
|    | NA   | Cai Jones      |

## Sztab szkoleniowy
- Menadżer: Tomi Morgan
- Asystent menadżera: Mel Jones